# خورخي ماكويدا
خورخي ماكويدا (بالإسبانية: Jorge Maqueda) مواليد 6 فبراير 1988 في إسبانيا، هو لاعب كرة يد إسباني يلعب كظهير أيمن. يلعب حاليا مع نادي فاردار لكرة اليد ويحمل الرقم 15. مثل منتخب إسبانيا لكرة اليد. شارك في دورة الألعاب الأولمبية الصيفية سنة 2012. حقق المركز الأول في بطولة العالم لكرة اليد للرجال 2013.

## المسيرة الاحترافية
لعب مع نادي برشلونة لكرة اليد في الدوري الإسباني من سنة 2005 إلى 2007، ثم انضم إلى نادي أرغون لكرة اليد من سنة 2009 إلى 2012، ثم انضم إلى نادي نانت لكرة اليد في الدوري الفرنسي من سنة 2012 إلى 2015، ثم انضم إلى نادي فاردار لكرة اليد في سنة 2015.

## سجل المنافسة
شارك في البطولات التالية:
- بطولة العالم لكرة اليد للرجال 2013
- بطولة العالم لكرة اليد للرجال 2015
- بطولة أوروبا لكرة اليد للرجال 2012
- بطولة أوروبا لكرة اليد للرجال 2014
- بطولة أوروبا لكرة اليد للرجال 2016
- الألعاب الأولمبية الصيفية 2012

## الميداليات
| الميدالية | المسابقة                           |
| --------- | ---------------------------------- |
| ذهبية     | بطولة العالم لكرة اليد للرجال 2013 |
| برونزية   | بطولة أوروبا لكرة اليد للرجال 2014 |

## روابط خارجية
- خورخي ماكويدا على موقع الاتحاد الأوروبي لكرة اليد (الإنجليزية)
- خورخي ماكويدا على موقع الاتحاد الفرنسي لكرة اليد (الفرنسية)
- خورخي ماكويدا على موقع أوليمبيديا (الإنجليزية)